# Valsavarenche
Valsavarenche (arpità Vâssavaèntse) és un municipi italià, situat a la regió de Vall d'Aosta. L'any 2007 tenia 180 habitants. Limita amb els municipis d'Aymavilles, Ceresole Reale (TO), Cogne, Introd, Noasca (TO), Rhêmes-Notre-Dame, Rhêmes-Saint-Georges i Villeneuve.

## Administració
| Període | Identitat       | Partit        |
| ------- | --------------- | ------------- |
| 2005-   | Pierino Jocollé | Llista cívica |

## Personatges il·lustres
- Émile Chanoux, nacionalista valldostà.

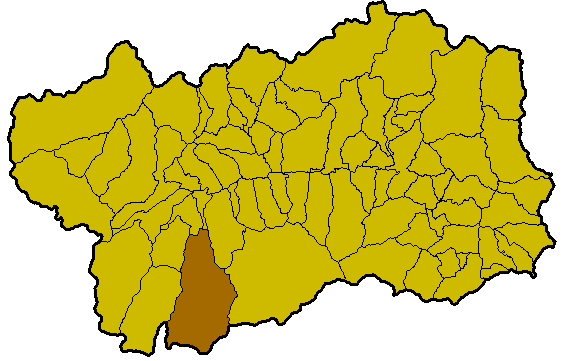
Situació de Valsavarenche a la Vall